# Aegiphila integrifolia
Aegiphila integrifolia är en kransblommig växtart som först beskrevs av Nikolaus Joseph von Jacquin, och fick sitt nu gällande namn av Benjamin Daydon Jackson. Aegiphila integrifolia ingår i släktet Aegiphila och familjen kransblommiga växter. Inga underarter finns listade i Catalogue of Life.